# Hermontis
Hermontis (em grego clássico: Hermonthis), Iunu-Montu, ou Armante é um sítio do Antigo Egito na margem esquerda do rio Nilo, a 9 quilômetros a sudoeste de Luxor. No sítio, há muitos cemitérios e áreas do assentamento pré-dinástico. A necrópole pré-dinástica foi escavada por Robert Mond e Oliver Myers no começo dos anos 30 e é o sítio melhor documentado escavado na década. Há também um templo de pedra do deus da guerra Montu, que data da XI dinastia do Reino Médio ao período romano (2040 a.C.–200 d.C.), que foi amplamente destruído no final do século XIX. Ao norte do sítio principal estão os restos do Buqueu, a necrópole dos sagrados touros Buquis (1350 a.C.–305 d.C.), bem como o local de sepultamento das vacas "Mãe de Buquis". Myers também escavou uma necrópole do Grupo-A (3800–2900) no sítio.